# Diamesa alboannulata
Diamesa alboannulata är en tvåvingeart som först beskrevs av Gabriel Strobl 1910.  Diamesa alboannulata ingår i släktet Diamesa och familjen fjädermyggor.
Artens utbredningsområde är Österrike. Inga underarter finns listade i Catalogue of Life.